# Часовня-усыпальница Завишей
Часо́вня-усыпа́льница Зави́шей (бел. Капліца-пахавальня Завішаў) — часовня рода Завишей в городе Узда, расположенная на католическом кладбище (ул. Первомайская). Памятник архитектуры в стиле эклектики с элементами архаики и неоготики. Построена в 1800 году (по другим данным — во второй половине XIX века) из бутового камня и кирпича. Включена в Государственный список историко-культурных ценностей Республики Беларусь.

## История
Построена в 1800 году (по другим данным — во второй половине XIX века) из бутового камня и кирпича. Необычная часовня была возведена генералом Казимиром Завишей. Доподлинно неизвестно, почему усыпальница была построена в таком оригинальном стиле. В 2011 году часовня внесена в Государственный список историко-культурных ценностей Республики Беларусь. Захоронения в усыпальнице не сохранились.

## Архитектура
Здание по форме напоминает собой египетскую пирамиду. Четырёхгранная пирамида установлена на низком цоколе с лучковым входом и окном над ним. В верхней части усыпальницы находится небольшая тайная комната-молельня. Подземелье перекрыто стрельчатым склепом, а по обеим сторонам в три ряда чередуются ниши для захоронений. В торце склепа находятся трёхгранный подиум и ниша для алтаря. Стены в интерьере оштукатурены и расшиты под руст.

## В литературе
- В 2025 году белорусский писатель Денис Нырков написал художественный рассказ «Пирамида некроманта», основные действия которого происходили в Часовне-усыпальнице Завишей.